# الزوجة الغيورة (فلم 1914)
الزوجة الغيورة (بالإنجليزية: Getting Acquainted)، يعرف أيضا بأسم (تشارلي ومابل في نزهة)، وهو فيلم كوميدي أمريكي صامت من عام 1914 إخراج وسيناريو تشارلي تشابلن وبطولة تشابلن ومابل نورماند تم إنتاجه في استوديوهات كيستون.

## طاقم التمثيل
- تشارلي تشابلن - السيد سنيفيلز
- مابل نورماند - زوجة أمبروز
- فيليس ألين - السيدة سنيفيلز
- ماك سوين - أمبروز
- هاري مكوي - المعاكس في الحديقة
- إدغار كينيدي - شرطي
- سيسيل أرنولد - ماري

## وصلات خارجية
- مقالات تستعمل روابط فنية بلا صلة مع ويكي بيانات
- الزوجة الغيورة متوفر للتحميل المجاني على أرشيف الإنترنت